# Hans Burchard Otto von der Decken
Hans Burchard Otto von der Decken (* 24. April 1769 in Hannover; † 27. November 1838 auf Gut Nieder Ochtenhausen bei Bremervörde) war ein Beamter in Diensten des Kurfürstentums Braunschweig-Lüneburg, des Herzogtums Oldenburg sowie des Königreichs Hannover. Er führte zuletzt den Titel eines Geheimen Rats und war nacheinander Oberlanddrost von Oldenburg, sowie (Provinzial-)Präsident in Aurich und Landdrost in Lüneburg.

## Leben

### Herkunft
Von der Decken entstammte dem alten, urkundlich erstmals 1260 erwähnten niedersächsischen Adelsgeschlecht Von der Decken, das vor allem in den Herzogtümern Bremen und Verden ansässig war und hier ansehnlichen Grundbesitz hatte. Er war der Sohn des hannoverschen Hauptmanns Georg Melchior von der Decken (* 27. September 1729; † 3. April 1771) und dessen Ehefrau Friederike Maria geb. von Schrader (* 7. Mai 1737; † 23. Juni 1814).

### Werdegang
Nach dem Besuch der Akademie Bützow studierte er von 1787 bis 1789 Rechtswissenschaft an der Universität Göttingen und trat anschließend in den Staatsdienst des Kurfürstentums Braunschweig-Lüneburg. Er war zunächst als Auditor am Hofgericht in Stade tätig und wurde 1795 zum Hofgerichtsassessor sowie zum Justiz- und Konsistorialrat ernannt. Nach der französischen Okkupation des Kurfürstentums 1803 wechselte er – wie mehrere andere hannoversche Beamte auch – in den Staatsdienst des Herzogtums Oldenburg und wurde 1807 von Oldenburgs Regenten Peter Friedrich Ludwig zum Oberlanddrosten des Herzogtums ernannt. Von 1810 bis 1811 fungierte er auch als Präsident der Militärkommission. Als Oldenburg im Februar 1811 dem französischen Kaiserreich einverleibt wurde, führte er die letzten Verhandlungen über die Einzelheiten der Besitznahme mit dem französischen Beauftragten Keverberg und trat danach aus dem oldenburgischen Staatsdienst aus.
Nach der Wiederherstellung Hannovers war Decken seit 1814 als Deputierter der Ritterschaft des Herzogtums Bremen Mitglied der provisorischen Allgemeinen Ständeversammlung und trat erneut in den hannoverschen Staatsdienst. 1816 wurde er zum Regierungsrat ernannt und übernahm 1818 als Präsident der Provinzialregierung zu Aurich die Verwaltung des neu zu Hannover gehörenden Fürstentums Ostfriesland. Ab 1823 amtierte er als Landdrost in Lüneburg und wurde 1831 mit dem Titel eines Geheimen Rats in den Ruhestand versetzt. Seine letzten Lebensjahre verbrachte er auf dem Gut Nieder Ochtenhausen nördlich von Bremervörde, das er 1802 erworben hatte.

### Familie
Von der Decken war seit dem 23. Juli 1795 verheiratet mit Cäcilie geb. von Gruben (* 19. Juni 1774; † 3. Dezember 1841). Der Ehe entstammte der Sohn Christian Friedrich (* 19. September 1797; † 22. Oktober 1888), der später Rittmeister beim hannoverschen Militär wurde.